# Ann Arvidsson
Ann Lola Arvidsson, född 21 maj 1982, är en svensk före detta fotbollsspelare.
Arvidssons moderförening är Braås GoIF. Hon kom till Östers IF 1999. Hon var en stabil mittback med vass vänsterfot och en god frisparksmålskytt som gjorde flera säsonger i allsvenskan.
Arvidsson slutade sin aktiva karriär 2012 och blev sedan assisterande tränare i Hovshaga AIF. När Hovshaga råkade ut för flera skador sommaren 2013 gjorde hon comeback som spelare.